# Funcția zeta locală
În teoria numerelor funcția zeta locală Z(V, s) (uneori numită funcția zeta congruentă sau funcția zeta Hasse–Weil) este o funcție a cărei derivată logaritmică este o funcție generatoare pentru numărul de soluții ale unui set de ecuații definite pe un corp finit. Ea este definită ca
{\displaystyle Z(V,s)=\exp \left(\sum _{m=1}^{\infty }{\frac {N_{m}}{m}}(q^{-s})^{m}\right)}
unde V uste un punct nesingular n-dimensional al unei varietăți algebrice⁠(d) peste corpul Fq cu q elemente, iar Nm este numărul de puncte al V definit pe extinderea de corp finită Fqm a lui Fq.
Cu schimbarea de variabilă u = q−s, se obține
{\displaystyle {\mathit {Z}}(V,u)=\exp \left(\sum _{m=1}^{\infty }N_{m}{\frac {u^{m}}{m}}\right)}
ca o serie formală în variabila {\displaystyle u}.
În mod echivalent, funcția zeta locală este uneori definită astfel:
{\displaystyle (1)\ \ {\mathit {Z}}(V,0)=1\ ,}
{\displaystyle (2)\ \ {\frac {d}{du}}\log {\mathit {Z}}(V,u)=\sum _{m=1}^{\infty }N_{m}u^{m-1}\ .}
Cu alte cuvinte, funcția zeta locală Z(V, u) cu coeficienți în corpul finit  'Fq este definită ca o funcție a cărei derivată logaritmică generează numărul Nm de soluții ale ecuației care definesc V în extinderea de grad m 'Fq m.

## Formulare
Fiind dat un corp finit F, există, până la izomorfism, un singur corp Fk cu
{\displaystyle [F_{k}:F]=k\,},
pentru k = 1, 2, ... . Având în vedere un set de ecuații polinomiale — sau o varietate algebrică V — definit peste F, se poate stabili numărul {\displaystyle N_{k}} de soluții în Fk și crea funcția generatoare
{\displaystyle G(t)=N_{1}t+N_{2}t^{2}/2+N_{3}t^{3}/3+\cdots \,}.
Definiția corectă pentru Z(t) este să se pună log Z egal cu G, deci
{\displaystyle Z=\exp(G(t))\,}
și Z(0) = 1, deoarece G(0) = 0, iar Z(t) este a priori o serie formală.
Derivata logaritmică
{\displaystyle Z'(t)/Z(t)\,}
este egală cu funcția generatoare
{\displaystyle G'(t)=N_{1}+N_{2}t^{1}+N_{3}t^{2}+\cdots \,}.

## Exemple
De exemplu, se presupune că toate Nk sunt 1; acest lucru se întâmplă, de exemplu, dacă se începe cu o ecuație de genul X = 0, astfel încât din punct de vedere geometric se consideră că V este un punct. Apoi
{\displaystyle G(t)=-\log(1-t)}
este extinderea unui logaritm (pentru |t| < 1). În acest caz există
{\displaystyle Z(t)={\frac {1}{(1-t)}}\ .}
Pentru a face ceva mai interesant, fie V dreapta proiectivă peste F. Dacă F are elemente q, atunci acesta are q + 1 puncte, inclusiv punctul de la infinit. Prin urmare,
{\displaystyle N_{k}=q^{k}+1}
și
{\displaystyle G(t)=-\log(1-t)-\log(1-qt)}
pentru |t| suficient de mic, prin urmare
{\displaystyle Z(t)={\frac {1}{(1-t)(1-qt)}}\ .}
Primul studiu al acestor funcții a fost făcut în disertația din 1923 a lui Emil Artin, care a obținut rezultate pentru cazul unei curbe hipereliptice și a conjecturat alte puncte principale ale teoriei aplicate curbelor. Teoria a fost apoi dezvoltată de F. K. Schmidt și Helmut Hasse. Cele mai vechi cazuri netriviale cunoscute de funcții zeta locale au apărut implicit  în Disquisitiones Arithmeticae de Carl Friedrich Gauss, articolul 358. Acolo, anumite exemple particulare de curbe eliptice peste corpuri finite având înmulțire complexă⁠(d) au punctele numărate prin intermediul rădăcinilor unității.

## Motivări
Relația dintre definițiile lui G și Z poate fi explicată în mai multe moduri. (Vezi, de exemplu, formula produsului infinit pentru Z de mai jos.) În practică, face din Z o funcție rațională de t, ceva care este interesant chiar și în cazul lui V, o curbă eliptică peste un corp finit.
Funcțiile zeta locale Z sunt înmulțite pentru a obține funcții zeta globale {\displaystyle \zeta }. Acestea implică, în general, corpuri finite diferite (de exemplu întreaga familie de corpuri Z/pZ deoarece p este oricare număr prim).
În aceste corpuri, variabila t este înlocuită cu p−s, unde s este variabila complexă folosită în mod tradițional în seria Dirichlet⁠(d).
Produsele globale ale lui Z în cele două cazuri folosite ca exemple în secțiunea anterioară sunt ca {\displaystyle \zeta (s)} și {\displaystyle \zeta (s)\zeta (s-1)} după ce s-a făcut {\displaystyle q=p}.

## Ipoteza Riemann pentru curbe din corpuri finite
Pentru curbele proiective C din F care sunt nesingulare se poate arăta că
{\displaystyle Z(t)={\frac {P(t)}{(1-t)(1-qt)}}\ ,}
cu P(t) un polinom, de gradul 2g, unde g este genul al lui C. Reformulînd
{\displaystyle P(t)=\prod _{i=1}^{2g}(1-\omega _{i}t)\ ,}
ipoteza Riemann pentru curbe din corpuri finite afirmă că
{\displaystyle |\omega _{i}|=q^{1/2}\ .}
De exemplu, pentru cazul curbei eliptice există două rădăcini și este ușor de arătat că valorile absolute ale rădăcinilor sunt q1/2. Teorema lui Hasse afirmă că au aceeași valoare absolută; iar acest lucru are consecințe imediate asupra numărului de puncte.